# Voyage de noces

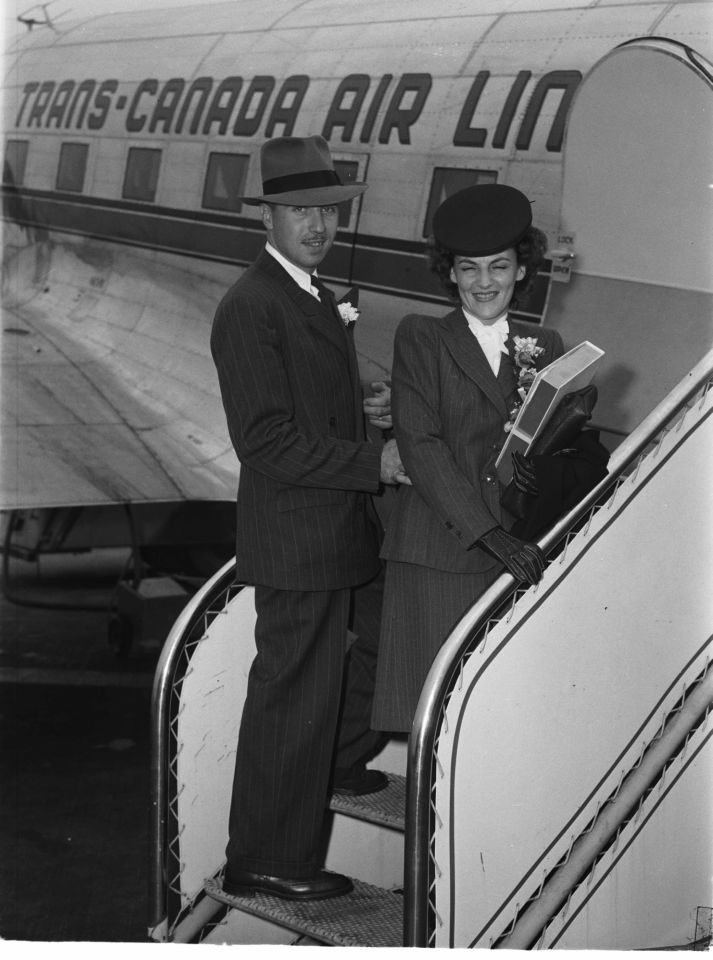
Un couple de jeunes mariés de Montréal sur le point de s'envoler pour leur voyage de noces, en 1946.

En Occident, le voyage de noces est le voyage que les jeunes mariés font après leur cérémonie dans le cas d'un mariage traditionnel ou directement après les vœux dans le cas d'un élopement. C'est, pour eux, le véritable premier moment à deux en tant que couple marié, leur permettant de se découvrir en dehors du cadre de vie habituel.
Cette expression se trouve aujourd'hui en concurrence avec celle de lune de miel (nom qui désigne couramment le premier mois suivant le mariage).
Le voyage de noces est aujourd'hui le cadeau figurant le plus fréquemment sur la liste de mariage.

## Histoire
Pendant l'Ancien Régime, les jeunes couples de la noblesse font un voyage après le mariage pour visiter leurs terres.
La tradition du voyage de noces naît en Angleterre au début du XIXe siècle. Elle se répand en France sous ce nom (voyage à la façon anglaise) à partir des années 1820. À l'époque, l'Angleterre est très à la mode. Ce voyage devient courant à la Belle Époque. C’est également dans le dernier tiers du XIXe siècle qu’il prend son nom de voyages de noces. 
Réservé à la bourgeoisie, il est le premier moment d’intimité du couple, au cours duquel ils découvrent leurs corps respectifs et le plaisir sexuel. C’est aussi par le voyage de noces que le couple s’autonomise du lignage familial. Cette pratique est d’abord mal vue, comme l’indiquent les manuels de savoir-vivre, à la fois parce qu’il exhibe le moment de l’initiation sexuelle de l’épouse, et parce que le plaisir féminin est considéré comme dangereux par les médecins. Les médecins s'opposent également aux trop longs voyages de noces, car c'est pendant ce voyage que la femme va logiquement tomber enceinte. Or des conditions trop difficiles peuvent l'indisposer. Jusqu'au milieu du XXe siècle existait également une croyance selon laquelle l'aspect de l'enfant était lié à ce qu'avait vu la mère pendant sa grossesse.
Selon les traditions familiales et les ressources de chacun, il s’agit d’un petit séjour à la campagne, parfois dans une maison de famille ou d’un véritable voyage à l'étranger. Dans ce dernier cas, les destinations sont le plus souvent la Côte d'Azur et l’Italie, célébrées pour leur sensualité. Des villes romantiques comme Rome, Venise ou Vérone sont des destinations de choix. On retrouve constamment le choix du sud, du soleil et de la mer. Ces éléments représentent le printemps du jeune couple, mais répondent aussi à toute une représentation de la sensualité.
Les compagnies ferroviaires tirent parti de cet engouement et proposent des trains confortables pour cette clientèle, comme l'Orient-Express pour ceux qui en ont les moyens, mais aussi le Riviera Express, le Côte-d'Azur Rapide, le Vichy-Royat Express ou le Dauphiné-Savoie-Express. Les hôtels s’adaptent aussi et proposent souvent une chambre nuptiale à partir de cette époque, malgré les réserves des médecins au sujet des voyages en train. Ils craignaient qu'ils ne renforcent des maladies nerveuses et ne conseillaient pas de longs voyages de noces en train, dans une période où la jeune mariée était disposée à tomber enceinte.
À certains égards, la popularisation du voyage de noces marque le début du tourisme de masse.

## Destinations
Un cadre exotique, et romantique est choisi en général. De nos jours, l'espace du voyage de noces s'est considérablement agrandi, par rapport à celui du XIXe siècle. Des lieux plus lointains, comme Maurice ou les Seychelles ont leurs adeptes. Les catalogues des agences de voyages regorgent de propositions alléchantes, avec des promotions tarifaires réservées aux jeunes couples en voyage de noces.
Afin de parer aux problèmes de financement, le voyage de noces est de plus en plus proposé sur la liste de mariage, ce qui permet d’envisager un séjour de rêve qui serait autrement trop couteux. 
À la suite d'une enquête internationale sur le mariage réalisée en 2012 sur un panel de 12000 futurs mariés, le portail de mariage Zankyou met en lumière les données suivantes :
- 68 % des Mexicains partent en voyage de noces dans leur propre pays, contre 26 % aux États-Unis et 6 % en France ;
- 28 % des Français privilégient l'Asie comme destination ;
- 26 % des Italiens s'envolent vers les États-Unis ;
- 85 % des Brésiliens privilégient la détente et la plage, seulement 15 % sont intéressés par un voyage culturel ;
- Les Espagnols sont les seuls à privilégier la culture (53 %) à la plage (47 %) ;
- L'Europe est la destination la plus prisée (29 %)

## Divers
- Le voyage de noces est le titre d'un roman de Charles De Coster.
- Voyage de noces est le titre d'un roman de Patrick Modiano (1990).
- Voyage de noces est aussi le titre de plusieurs films.